# Kitkat

Internationales Logo

Logo in den Vereinigten Staaten

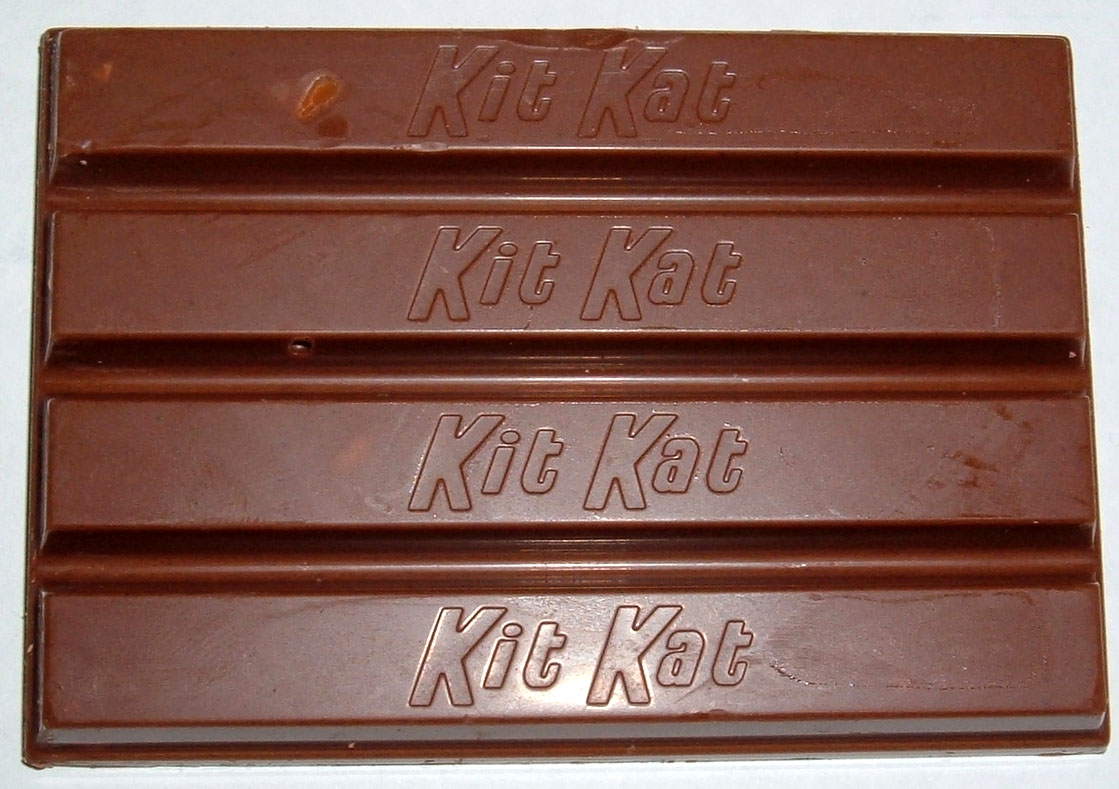
Vier zusammenhängende US-Riegel

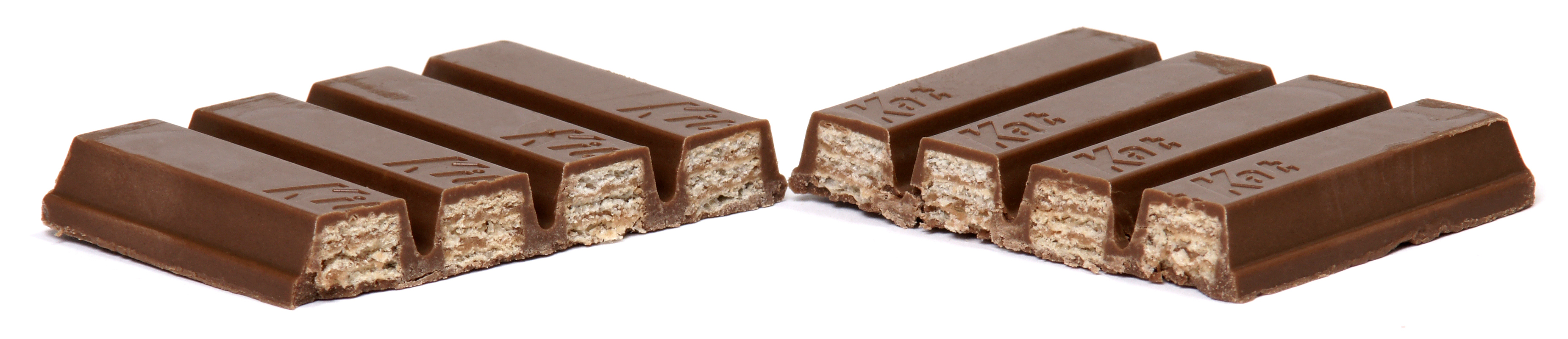
Vier zusammenhängende Riegel im Querdurchschnitt

Kitkat, auch Kit Kat, nach eigener Schreibweise KitKat, ist ein von Nestlé vertriebener und seit 1975 auf dem deutschen Markt erhältlicher Schokoriegel mit Waffelfüllung. Der ursprüngliche Hersteller Rowntree’s wurde 1988 von Nestlé übernommen. Im Vereinigten Königreich ist der 4-Finger-Riegel seit 1935 auf dem Markt, zuerst bis 1937 als Rowntree’s Chocolate, dann bis nach dem Zweiten Weltkrieg als Kit Kat Chocolate Crisp.

## Daten
Der Standard-4-Finger-Riegel wiegt 41,5 g und enthält 3 g Eiweiß, 25 g Kohlenhydrate und 11,6 g Fett bei einem physiologischen Brennwert von 908 kJ. Der Riegel hat sich in seiner Grundform seit der Einführung nicht wesentlich geändert, die Verpackung ist seit Einführung der Marke KitKat ebenfalls im Wesentlichen gleich geblieben.

## Varianten

### Kitkat Classic
- Kitkat Minis – 1988
- Kitkat Editions Golden Caramel – 2005
- Kitkat White Strawberry Yogurt – Sommervariante 2006
- Kitkat Pop Choc – 2006 (kein Riegel, sondern kleine Kügelchen)
- Kitkat Cappuccino – 2006[2]
- Kitkat Cappuccino – Herbstvariante 2006
- Kitkat White Strawberry Yogurt – Sommervariante 2007
- Kitkat Tablet – Wintervariante 2007 (ganze Tafel am Stück mit 155 g)
- Kitkat Fine Dark – 2007/2008
- KitKat Senses – 2008
- Kitkat Ruby – 2018[3]
- Kitkat Green Tea Matcha – 2019[4]
- Kitkat V – für 2021 kündigte Nestlé eine vegane Variante an.[5]
- Kitkat Hazelnut Flavour – Im Verkauf seit April 2023.[6]

### Kitkat Chunky
- Kitkat Chunky – 2000 (Gewicht 2012: 48 Gramm; 2014: 40 Gramm)
- Kitkat Chunky White – 2003
- Kitkat Chunky Hazelnut Cream – 2006
- Kitkat Chunky Peanut Butter – 2006–2012 & 2014
- Kitkat Chunky Minis
- Kitkat Chunky Cookie Dough
- Kitkat Chunky Honey Comb
- Kitkat Chunky Caramel
- Kitkat Chunky Double Caramel
- Kitkat Chunky Vanilla Choc
- Kitkat Chunky Cappuccino – 2008
- Kitkat Chunky+ Cappuccino light – 2009

## Werbung
Der Werbeslogan „Have a break – Have a Kitkat“ (englisch für „Mach mal Pause und genehmige dir einen Kitkat“) ist weltweit durch diverse Werbemaßnahmen bekannt geworden.
Im Juli 2012 kündigte Nestlé die Eröffnung eines eigenen Profils auf Instagram an. Im Zuge dessen warb das Unternehmen mit einer Abbildung, auf der ein Mann im Bärenkostüm zu sehen war. Dieser hatte Ähnlichkeit mit dem Pedobär, einer Figur, welche primär dazu verwendet wird, um Witze über Situationen zu machen, in denen Kinder und Erotik aufeinanderstoßen. In sozialen Netzwerken wurde die Kampagne für Kitkat daher heftig diskutiert und kritisiert.

### Formel 1
Am 11. November 2024 wurde eine mehrjährige Partnerschaft zwischen der Formel 1 und Nestlé verkündet. Die Partnerschaft beginnt 2025 (75 Jahre Formel 1, 90 Jahre Kitkat). Kitkat wird  offizieller Schokoriegel der Formel 1. Bei ausgewählten Grands Prix wird es Aktionen geben, wie Werbepreise und eine Fanzone.

## Sonstiges
- Möglicherweise leitet sich der Name von dem politisch und künstlerisch aktiven Kit-Cat-Klub im England des 18. Jahrhunderts ab.
- Ähnliche Schokoriegel sind der norwegische Kvikk Lunsj von Freia und der polnische WW von Wedel.
- Greenpeace lancierte 2010 eine Kampagne gegen das Produkt Kitkat, da – wie auch in anderen Lebensmitteln – für dieses Produkt Palmöl eingesetzt wird, das auf gerodeten Regenwaldflächen angebaut wird.[9]
- Kitkat ist der Codename für die Android-Version 4.4 (seit Version 1.5 bis zum Jahr 2019 haben alle Android-Versionen eine Süßigkeit als Code-Name[10]).

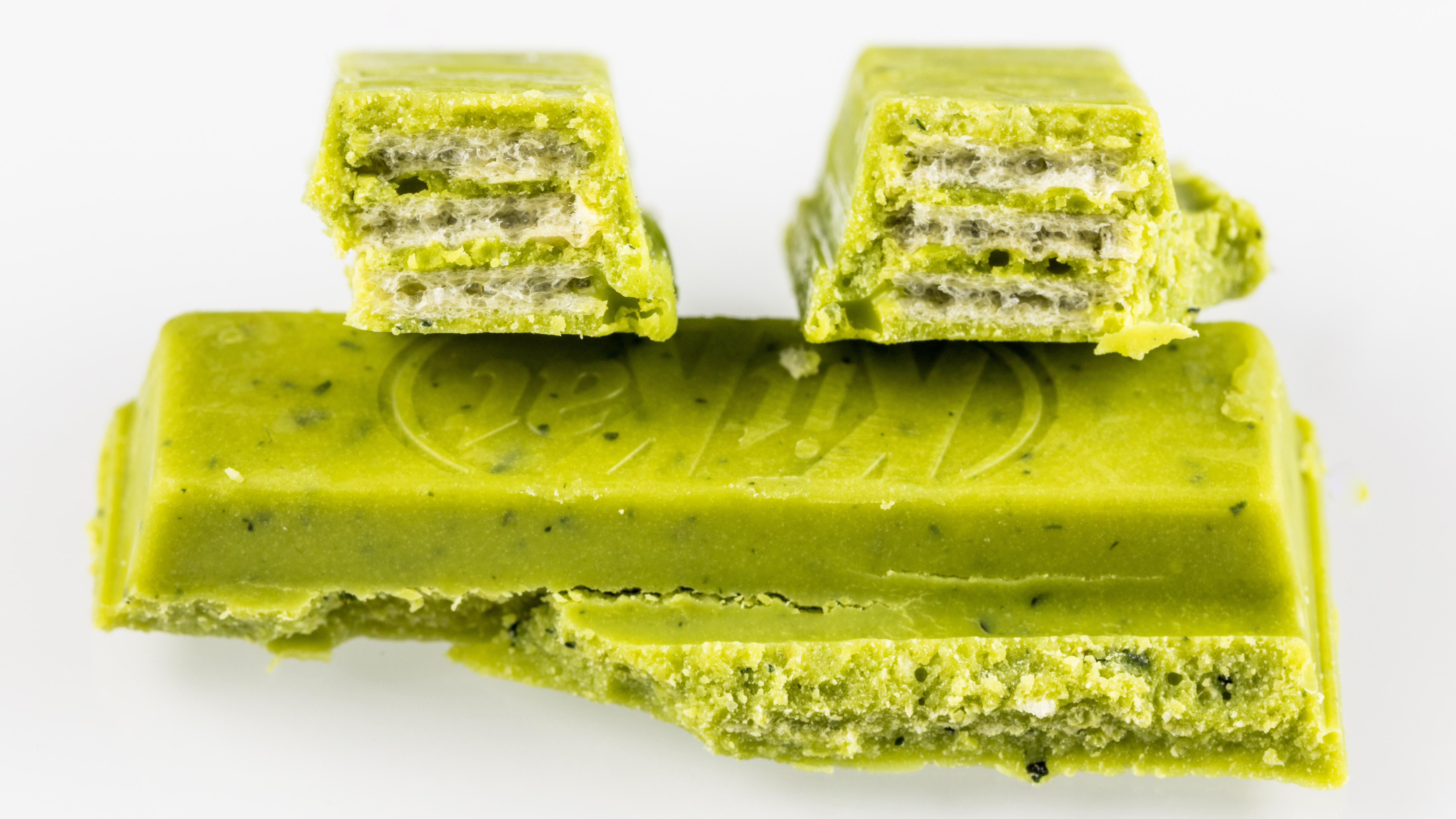
KitKat mini Matcha

- In Japan wird Kitkat in vielen Geschmacksrichtungen angeboten, wie beispielsweise Sake, Grüner Tee, Wasabi, Sojasauce, Mais, Crème brûlée und diversen Obst- und Gebäcksorten.[11][12][13] Mehr als 300 verschiedene Geschmacksrichtungen, die zum Teil nur kurzzeitig auf dem Markt waren, wurden dort seit Beginn der 2000er Jahre entwickelt.[14]
- In den USA wird Kitkat von der Hershey Company angeboten. Hershey's verwendet auch ein anderes Logo, welches zuletzt 2024 geändert wurde.[15]
- Die Füllung von KitKats besteht derzeit aus in der Fabrik zerbrochenen Kitkats.[16]

## Palmöl-Kontroverse
Zu Beginn des Jahres 2010 begann Greenpeace mit einer Kampagne gegen das Unternehmen Nestlé. In dieser wurde die Verwendung von Palmöl aus indonesischer Produktion kritisiert. Der Bezug des für die Produktion von Schokoriegeln eingesetzten Palmöls des Herstellers Sinar Mas wurde kritisiert, da dieser in Landkonflikte verwickelt sei, indonesisches und internationales Recht verletzte und den Lebensraum des Orang-Utans zerstöre. Bestand die Kampagne zu Beginn lediglich aus einem Video-Clip, der die Werbung für den Schokoriegel „Kitkat“ nachahmt, erhielt die Aktion weltweite Aufmerksamkeit durch die Vorgänge um die Facebook-Präsentation des Unternehmens. Diese wurde von Kritikern zur Verbreitung von Informationen über die Kampagne genutzt, was durch Verantwortliche von Nestlé unterbunden wurde. Diese Maßnahme führte zu weiteren Protesten, auch seitens der bisher unkritischen Anhänger der Facebook-Seite, und damit zu weiterer medialer und web-basierter Verbreitung und Bekanntheit des Videos und der Kampagne (siehe Shitstorm). Nestlé kündigte daraufhin zwar die direkte Zusammenarbeit mit dem betroffenen Anbieter Sinar Mas Group, beziehe jedoch Palmöl indirekt über das Handelsunternehmen Cargill weiterhin aus Sinar-Mas-Produktion, warf Greenpeace Nestlé vor. Im Mai 2010 teilte das Unternehmen Nestlé mit, dass es eine Allianz mit The Forest Trust eingegangen sei. Zunächst sollten beim Einkauf von Palmöl strenge Sozial- und Umweltstandards eingehalten werden, danach auch bei Zellstoff und Papier. Greenpeace begrüßte dies als „streng und weitgehend“; der Konzern bewege sich damit „in die richtige Richtung“.